# Tiziano Terzani
Tiziano Terzani, italijanski novinar, pisatelj, *14. september 1938, Firence, † 28. julij 2004, Orsigna.
Tiziano Terzani je italijanski guru mirovništva, legendarni vojni poročevalec in pisatelj.
Študiral je pravo, potem pa se srečal z Azijo, kamor se je po študiju kitajščine na univerzi Columbia tudi preselil. Živel je v Singapuru, Pekingu, Tokiu, Hong Kongu, Bangkoku in New Delhiju. 
Kot dopisnik je sodeloval s časopisi Der Spiegel, Corriere della Sera in La Repubblica, poglobljeno se je ukvarjal z azijsko zgodovino in politiko, a tudi z azijskimi kulturami in filozofijami. Tako se tudi njegove knjige ukvarjajo z različnimi temami, od vietnamske vojne preko problemov postmaoistične Kitajske do osebnega romanja za novo vizijo življenja, na katero se je odpravil po diagnozi raka. 
Delo Pisma proti vojni je poštena in drzna knjiga , s katero se avtor po 11. septembru odpravil »na drugo stran« — v Afganistan, Iran, Pakistan. Pisma proti vojni popisujejo manj znane, neznane in zakrite razsežnosti sodobne »vojne proti terorizmu«. Ob izidu knjige je protestirala ameriška ambasada v Rimu, da si je vse do danes ni upala izdati nobena založba v ZDA ali Britaniji (pač pa je v angleškem prevodu izšla v Indiji, prevedeno pa jo imamo tudi v slovenski jezik).

## Nagrade
Leta 2004 je bila ustanovljena nagrada Tiziana Terzanija za dela (eseje ali reportaže), ki se lotevajo problematike odnosov med kulturami v sodobnem svetu, zlasti odnosov med vzhodom in zahodom.